# Birmingham Wire Gauge
Il Birmingham Wire Gauge (spesso abbreviato in BWG) è un sistema usato per specificare lo spessore di tubi adottato in Gran Bretagna a partire dal 1884 e in seguito utilizzato per standardizzare le misure.

## Conversione tra BWG e pollici
Ad ogni valore BWG corrisponde un certo spessore espresso in pollici. La corrispondenza tra BWG e il diametro espresso in pollici (in) non è lineare e può essere letta attraverso tabelle, come quella riportata di seguito:
| BWG | in    | mm    |
| --- | ----- | ----- |
| 0   | 0,340 | 8,636 |
| 1   | 0,300 | 7,620 |
| 2   | 0,284 | 7,214 |
| 3   | 0,259 | 6,579 |
| 4   | 0,238 | 6,045 |
| 5   | 0,220 | 5,588 |
| 6   | 0,203 | 5,156 |
| 7   | 0,180 | 4,572 |
| 8   | 0,165 | 4,191 |
| 9   | 0,148 | 3,759 |
| 10  | 0,134 | 3,404 |
| 11  | 0,120 | 3,048 |
| 12  | 0,109 | 2,769 |
| 13  | 0,095 | 2,413 |
| 14  | 0,083 | 2,108 |
| 15  | 0,072 | 1,829 |
| 16  | 0,065 | 1,651 |
| 17  | 0,058 | 1,473 |
| 18  | 0,049 | 1,245 |
| 19  | 0,042 | 1,067 |
| 20  | 0,035 | 0,889 |
| 21  | 0,032 | 0,813 |
| 22  | 0,028 | 0,711 |
| 23  | 0,025 | 0,635 |
| 24  | 0,022 | 0,559 |
| 25  | 0,020 | 0,508 |

In prima approssimazione, è comunque possibile utilizzare la seguente relazione:
{\displaystyle in=0,3\cdot 0,897^{(BWG-1)}}